# Viesebeckerbach
Der Viesebeckerbach ist ein 7,3 km langer, südwestlicher und linker Zufluss der Erpe in den hessischen Landkreisen Waldeck-Frankenberg und Kassel (Deutschland).

## Verlauf
Der Viesebeckerbach verläuft stets etwas nordwestlich außerhalb des nordhessischen Naturparks Habichtswald. Seine Quelle liegt 1,2 km ostsüdöstlich von Landau (südöstlicher Stadtteil von Bad Arolsen) und 450 m südwestlich des Radebergs (327,5 m ü. NHN) auf etwa 315 m Höhe; unmittelbar vorbei an der Quelle führt im Abschnitt zwischen Landau und Gasterfeld (nordwestlicher Stadtteil von Wolfhagen) die Bundesstraße 450.
Der Viesebeckerbach fließt bis zu seinem Bach-km 5,2 im Landkreis Waldeck-Frankenberg nach Ostnordosten. Nach der Landkreisgrenze läuft er nördlich an Gasterfeld vorbei und unterquert die Kreisstraße 92 (Gasterfeld–Viesebeck). Bei anschließendem Passieren des Naturschutzgebiets Dörneberg bei Viesebeck dreht der Bach östlich der Wüstung Engelbritzen nach Norden. Dann fließt er östlich an Viesebeck (nordnordwestlicher Stadtteil von Wolfhagen) vorbei, das an der K 92 liegt. Nach Aufnehmen des Bachs vom Gerstenberg (Viesebecke) sowie Passieren der Ortschaft Viesebeck und des Landschaftsschutzgebiets Wünne bei Viesebeck wendet sich der Bach nach Nordosten. Dabei wechselt er vom Landkreis Kassel in den Landkreis Waldeck-Frankenberg zurück, läuft entlang der K 92, die an der Kreisgrenze in die K 24 übergeht, und nimmt den Bach aus dem Heuborngrund auf.
Nach anschließendem Unterqueren der Landesstraße 3075 (Wolfhagen–Ehringen) erreicht der Viesebeckerbach den Südrand von Ehringen (südsüdöstlicher Stadtteil von Volkmarsen), wo er auf geschätzt etwa 194 m Höhe in den dort von Südosten heran fließenden Diemel-Zufluss Erpe mündet.

## Einzugsgebiet und Zuflüsse
Das Einzugsgebiet des Viesebeckerbachs ist 21,23 km² groß. Seine mit Abstand größten Zuflüsse sind der 1,8 km lange Bach vom Gerstenberg (Viesebecke), der östlich von Viesebeck beim Bach-km 2,65 einmündet, und der 1,3 km lange Bach aus dem Heuborngrund, der etwas südlich oberhalb von Ehringen beim Bach-km 0,5 zufließt.